# 衡阳“11·3”特大火灾

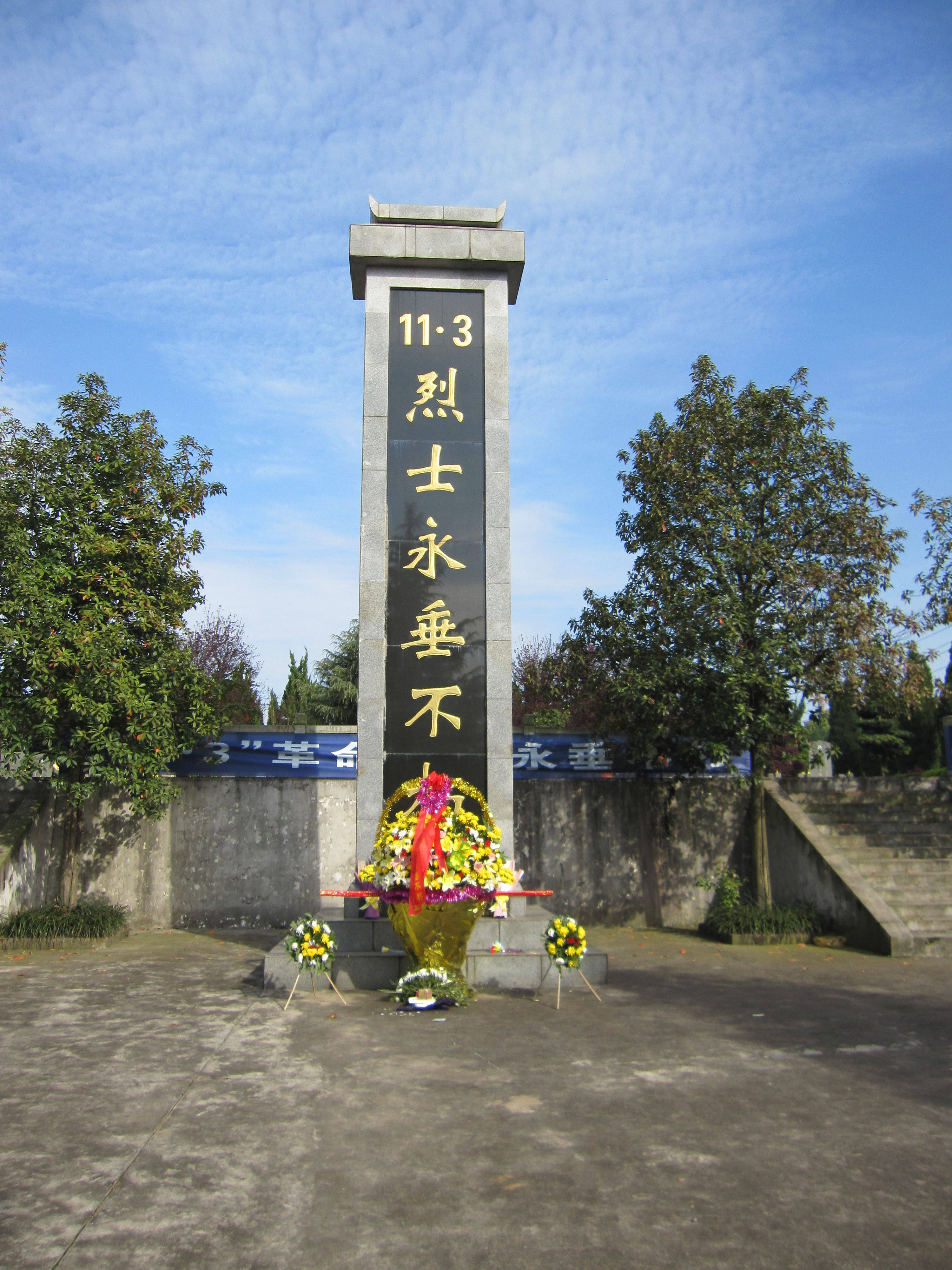
衡阳烈士陵园里的衡阳“11·3”特大火灾纪念碑

衡阳“11·3”特大火灾，是指2003年11月3日凌晨发生在湖南省衡阳市衡州大厦的特大火灾。火灾没有造成平民伤亡，但20名消防队员丧生。衡阳“11·3”特大火灾被国家安全生产监督管理局、公安部、监察部等部门组成的联合调查组定性为“特大火灾坍塌事故”，为当时中华人民共和国成立以来消防官兵扑救火灾伤亡最惨重的一次火灾。

## 事发过程

### 火灾发生
11月3号凌晨4点40分左右，湖南省衡阳市珠晖区亭村三十八号一栋八层居民楼发生了火灾。事发的八层四合院名叫衡州大厦，原是衡州大市场的配套工程。建于1998年，紧邻衡州大市场，一楼租给周边湘江市场、衡州大市场部分商家做仓库，二楼到八楼住着96户412位居民。 
当日凌晨5时39分，119火警接到第一个报警电话。接到报警后，3分钟内，衡阳市珠晖区消防中队10多名官兵与两台消防车就赶到了火灾现场，开始用水枪灭火。出事的商住楼一楼仓库存放了大量的电器、干货和橡胶制品，燃烧产生了大量的毒气，增加了灭火的难度。

### 疏散居民
火灾时尚未天亮，衡州大厦的很多居民还在睡梦中，消防战士在能见度非常差的情况下挨家挨户叫醒居民，通知他们离开楼房。
5914号住户已经昏倒在门口，消防队员刘文斌把自己的空气呼吸器解下来给住户戴上，将住户背下楼。六楼有两位老人因年老不便未及时下楼，支队参谋长邵六芝带领队员杨丹、刘文斌赶到六楼将两位老人背下楼，其中一位老人已经昏迷。经过疏散，衡州大厦94户412多个群众以及附近楼盘的居民全部安全撤离火灾现场，没有人困在火场。

### 垮塌事故
参见：衡阳113火灾中的烈士牺牲瞬间
火灾共有衡阳消防支队130余消防官兵和4个企业专职消防队的50余名消防员集结扑救。  
经过三个小时的扑灭，到上午8点，衡州大厦的火灾已经得到有效控制。但在8点33分，大厦东边和南边的两栋居民楼突然相继倒塌。21名消防官兵被压在废墟之下。
火灾现场周围的官兵民众全部惊讶，一名消防干部当即哭喊自己被埋废墟下的队员。

### 搜救过程
最后一名遇难消防队员聂学敏的遗体，经过两日的搜索被挖掘出来。
第一批寻找出来的消防队员遗体，因为埋得浅，受损较轻。而后面的八位消防队员由于压得太深，加上烟熏火烤，遗体面目全非，惨不忍睹。

## 伤亡情况
火灾造成20名消防队员死亡，11名消防队员、4名记者受伤。时任国家公安部消防局局长的陈家强认定衡阳“11·3”特大火灾为当时新中国成立以来消防官兵扑救火灾伤亡最惨重的一次火灾，超过1989年8月12日青岛中石油公司黄岛油库火灾（14位消防队员牺牲）和1998年的3月5日的西安市煤气公司火灾（7位消防队员牺牲）。

### 死亡情况
21名被压在垮塌楼房下的消防队员，除江春茂抢救成功外，其余20人全部遇难。
- 衡阳消防支队牺牲消防员名单[5]：

| 序号 | 姓名   | 职务             | 年龄 | 籍贯     | 序号 | 姓名   | 职务           | 年龄 | 籍贯     | 序号 | 姓名   | 职务                 | 年龄 | 籍贯     |
| ---- | ------ | ---------------- | ---- | -------- | ---- | ------ | -------------- | ---- | -------- | ---- | ------ | -------------------- | ---- | -------- |
| 1    | 张晓成 | 支队政委         | 39岁 | 湖南耒阳 | 8    | 郭兵华 | 珠晖中队       | 23岁 | 江西莲花 | 15   | 薛相林 | 石鼓中队上等兵       | 20岁 | 湖南临澧 |
| 2    | 戴和熙 | 支队副总工       | 41岁 | 湖南湘阴 | 9    | 刘昌瑶 | 石鼓中队班长   | 21岁 | 湖南常宁 | 16   | 郭铁牛 | 特勤中队战斗员       | 19岁 | 湖南湘潭 |
| 3    | 赵康林 | 雁峰中队中队长   | 27岁 | 湖南祁东 | 10   | 贺华东 | 珠晖中队战斗员 | 20岁 | 湖南宁乡 | 17   | 李代伟 | 石鼓中队战斗员       | 19岁 | 湖南望城 |
| 4    | 钟林林 | 石鼓中队副指导员 | 28岁 | 湖南新邵 | 11   | 谌献波 | 珠晖中队战斗员 | 20岁 | 湖南安化 | 18   | 周忠君 | 石鼓中队战斗员       | 18岁 | 湖南郴州 |
| 5    | 陈桂华 | 石鼓中队副中队长 | 28岁 | 湖南宁乡 | 12   | 曾辉   | 特勤中队战斗员 | 20岁 | 湖南株洲 | 19   | 张虎   | 列兵                 | 18岁 | 北京密云 |
| 6    | 张尚   | 珠晖中队学员     | 22岁 | 安徽金寨 | 13   | 刘庆东 | 珠晖中队战斗员 | 19岁 | 湖南耒阳 | 20   | 聂学敏 | 雁峰中队代理副中队长 | 23岁 | 湖南汉寿 |
| 7    | 方卫平 | 雁峰中队班长     | 22岁 | 浙江开化 | 14   | 彭国辉 | 雁峰中队战斗员 | 19岁 | 湖南湘乡 |      |        |                      |      |          |

### 受伤情况
江茂春在废墟被掩埋达27个小时，肾器官严重衰竭，部分内脏和皮肤组织受损，3日后从衡阳医院转到湘雅二医院，经过近4个月医治全面康复。
火灾中的垮塌，还造成4名现场采访的记者受伤。《衡阳晚报》的摄影记者杨帅伤势最为严重，腰椎爆裂性骨折，当时他在着火楼房旁边的平台上拍摄，被气浪冲下平台，腿当即失去知觉。《衡阳晚报》的记者李凌，被气浪冲下楼，失去知觉埋在废墟中。衡阳电视台的摄像记者旷杰正在二楼的阳台上拍摄消防队员灭火画面，当即被震昏过去，摄影机里的消防队员全部牺牲。

## 事故后续

### 追悼活动
2003年11月6日-7日，衡阳市殡仪馆分两批举行牺牲消防官兵的告别仪式。
2003年11月6日，举行张晓成、戴和熙等8名烈士的遗体告别仪式。上午，衡阳市社会各界3000多名干部群众来到衡阳市殡仪馆，送别牺牲的消防官兵。湖南省领导杨正午、周伯华、孙载夫等人敬献花圈到场；周本顺、励明安、陈家强、高正超、贺仁雨等公安部、省市领导参加了遗体告别仪式。许多群众从几里外的地方步行至此，告别烈士。2003年11月7日，举行郭铁牛等12名烈士的遗体告别仪式。郭铁牛生前曾担任过衡阳实验中学初一84班的军训教官，84班的64名学生因此集体来到衡阳市殡仪馆参加郭铁牛烈士的告别仪式，同学们哭泣不止，并向遗体下跪告别。
2003年11月9日上午9时，公安部、湖南省委、湖南省政府在衡阳市船山广场为牺牲烈士举行追悼大会，追悼大会由时任中共湖南省委副书记、湖南省人民政府代省长周伯华主持。时任中共中央政治局委员、书记处书记、国务委员兼公安部部长周永康出席追悼会，并代表胡锦涛、温家宝、羅幹向遇难消防官兵致哀。衡阳各界共有2万多名群众胸戴白花参加追悼会。与此同时，北京消防总队也举行了悼念活动，各级官兵和各界群众共10万余人在总队、支队、中队等营房内，集体默哀，奏响哀乐。
2003年11月12日上午，北京密云籍的烈士张虎骨灰安放仪式在北京市密云县烈士陵园举行，上千名群众自发前往悼念。
牺牲的20名消防武警中，有4人毕业自昆明消防学校，分别为张尚、聂学敏、康林、陈桂华，受伤消防武警杨银斌也毕业自昆明消防学校。昆明消防学校因此派出了慰问组前往衡阳，慰问牺牲烈士的家属和受伤武警。

### 火灾赔偿
因为事发前的4月份，湖南省公安厅为全省5万多名公安民警统一投保了中国人寿的团体人身意外伤害保险。11月左右，中国人寿保险股份有限公司于向牺牲消防官兵家属支付了320万元保险赔款，同时捐款280万元，平均每户30万元。公安部追认20名牺牲消防官兵为革命烈士后，按照有关规定向20名烈士的家属各发放革命烈士抚恤金20万元。

### 不实谣言
火灾之后，衡阳市也流传着一些不实谣言，对消防队员造成二次伤害。传得最广的谣言为：居民在4点多钟就打119报火警，但消防队无人应接。
对此，衡阳消防支队李姓中尉向《南方周末》记者澄清，拿出了衡阳市电信局查到的11月3日当天拨打119的电话记录单，证实了当天第一个报警电话是11月3日5点39分25秒拨通的。吉林省消防总队的火灾调查专家金河龙也表示，可以从现场的烧灼痕迹来判断大致起火时间倒底是四点还是五点。
直到2008年，还有相关不实谣言出现。2008年中秋节，一只孔明灯被放飞后，突然坠落于衡阳市中心医院一栋在建楼房的施工防护网上，引发火灾，有网友将未经核实的数据和火灾照片传上网络，冠以“衡阳再现11·3火灾”的标题，对衡阳消防造成不良影响，实际上火灾未造成任何人员伤亡。

### 关怀家属
事故发生后，社会各界对牺牲消防官兵的家属深表关心。11月8日，北京消防总队4000余名官兵向烈士家属捐款20万元。如郭兵华的哥哥郭军华正在深圳一家五金厂打工，五金厂总经理听闻消息从外赶回，召集员工开会，集体为郭军华捐款近万元，又为郭军华安排好去衡阳的车。
次年的湖南卫视春节联欢晚会策划了“祝福妈妈”特别节目，在全国年轻人中为牺牲烈士的母亲招募儿子。四川军人黄自宏等20名志愿者入选，与烈士家庭结对，认烈士父母为父母，定期探访关怀。
聂学敏烈士的母亲患眼病已有十年之久，湖南省人民医院眼科的医务人员赶赴聂学敏家乡汉寿，接聂母到长沙接受免费手术。

### 表彰奖励
11月8日，公安部作出决定，在全国公安系统开展向湖南省衡阳市公安消防支队“11·3”灭火抢险英雄群体学习的活动。
2004年2月20日晚，感动中国-CCTV2003年度人物评选晚会举行，衡阳消防战士团体，与高耀洁、钟南山等一同入选。从废墟幸存的江春茂，代表牺牲战友上台领奖。

### 亲属入伍
事故发生后数年，几名牺牲官兵的亲属陆续入伍。包括薛相林烈士的弟弟薛银林、戴和熙烈士的外甥钟宇、陈桂华烈士的侄子冯豪。

## 责任追查

### 火灾原因
事发的衡州大厦存在着严重质量问题。据《南方周末》记者调查，衡州大厦没有建筑单位资质证明和工程施工许可证。
衡州大厦1994年由衡阳市计委立项，交给江东城建开发公司开发，后来转给了城南区人民武装部下属的衡阳永兴建筑开发有限公司（后来的永兴公司）。
时任衡州大市场工程部部长的尤家驷回忆，1997年秋，他指出正在施工的衡州大厦消防通道和下水管道有问题，当场没收工地的鼓风机。下午就有一群人冲入他的办公室对他进行殴打，尤家驷断了三根肋骨、缝了九针。后来永兴公司赔了他两万元。
衡州大厦居民胡六菊回忆，1999年她家厨房和厕所的墙壁、天花板就开始渗水，客厅中间的横梁上出现裂缝。

### 审判结果
衡阳市珠晖区人民法院于2004年10月26日上午9时在长沙铁路衡阳运输法院审判庭公开审理衡阳市珠晖区检察院指控被告人李文革、李永开、魏东衡、朱峰、肖伟犯工程重大安全事故罪，被告人沈黎明犯重大责任事故罪一案。2005年4月1月，湖南省衡阳市珠晖区人民法院对衡阳“11·3”特大火灾坍塌案进行一审宣判：
| 姓名   | 职务                                           | 罪名               | 刑罚                             |
| ------ | ---------------------------------------------- | ------------------ | -------------------------------- |
| 李文革 | 衡州大厦建设单位衡阳永兴集团有限公司董事长     | 工程重大安全事故罪 | 有期徒刑1年6个月，并处罚金20万元 |
| 魏东衡 | 原江东建筑工程公司施工员                       | 工程重大安全事故罪 | 有期徒刑3年，并处罚金5万元       |
| 李永开 | 永兴集团副总经理兼永兴建筑工程有限公司经理     | 工程重大安全事故罪 | 有期徒刑2年，并处罚金5万元       |
| 朱峰   | 衡阳市建筑设计研究院助理工程师，负责该楼总设计 | 工程重大安全事故罪 | 有期徒刑1年，并处罚金3万元       |
| 肖伟   | 衡阳市建筑设计研究院工程师，负责该楼结构设计   | 工程重大安全事故罪 | 有期徒刑1年，并处罚金3万元       |
| 沈黎明 | 衡阳永兴物业管理有限公司经理                   | 重大责任事故罪     | 有期徒刑3年                      |

衡阳“11·3”特大火灾坍塌事故引出的17户仓储户索赔案，2006年2月21日由衡阳市珠晖区人民法院作出一审民事判决：湖南永兴集团董事长李文革被判赔全索赔金额3524223元的20％，即70.48万元；永兴物业管理公司被判赔20％；失火责任人王余粮负主要责任，被判赔60％。 

### 集体索赔
20名牺牲官兵中，除李代伟的家属放弃起诉外，其余均向永兴集团等责任方起诉索赔，最先起诉的为刘成东和彭国辉的家属。
2005年9月1日，17名牺牲官兵的41名家属集体起诉永兴集团有限公司、朱峰、肖伟(衡阳市建筑设计院设计员)、永兴物业管理有限公司等4名被告，索赔死亡赔偿金、丧葬费、医药费等共计434万余元，在衡阳市珠晖区法院第4审判庭开庭审理。 

## 纪念设施

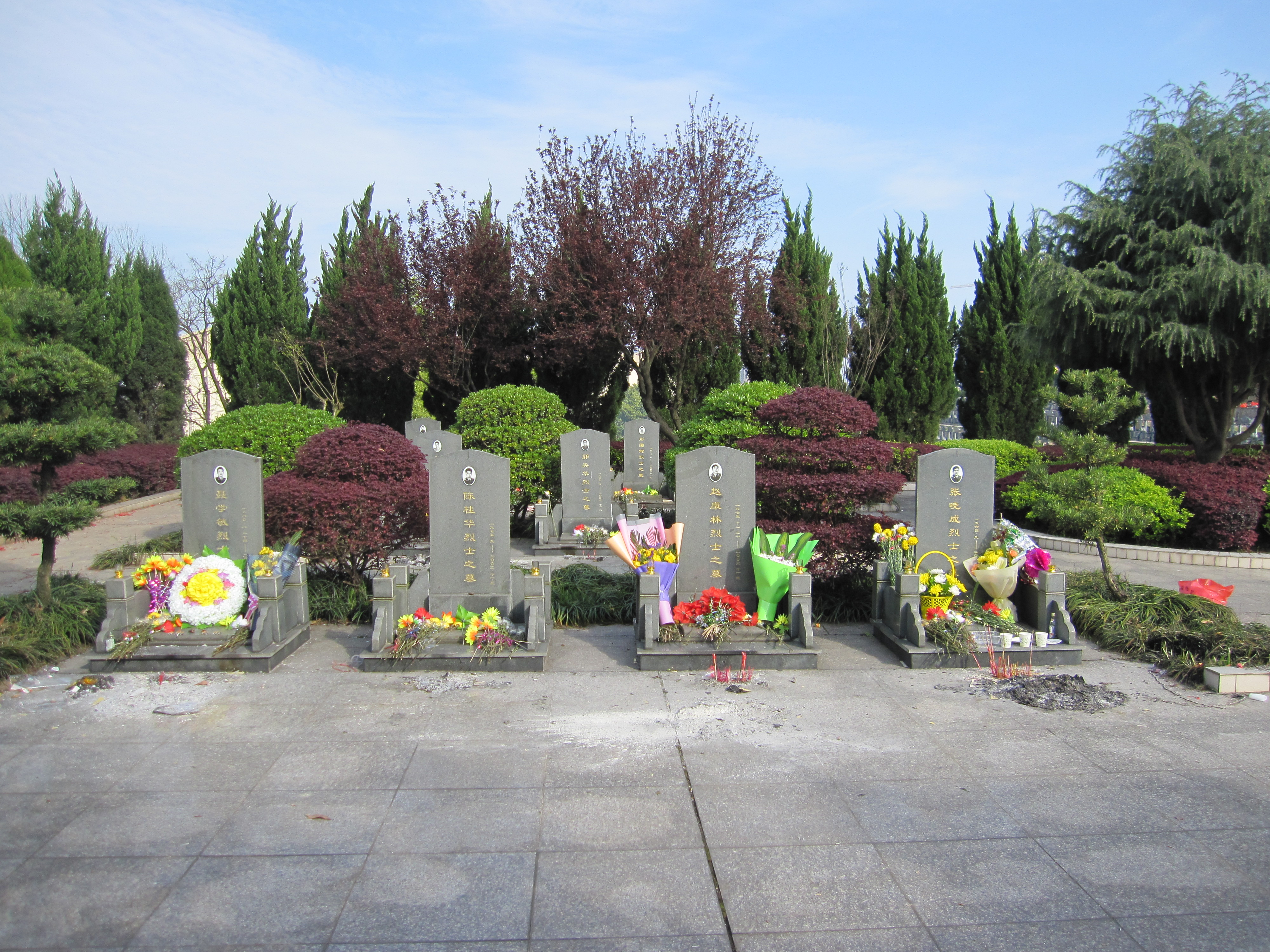
衡阳烈士陵园里的消防烈士墓碑

湖南省消防总队曾提出在原地建一座烈士纪念碑的设想，后来改为在衡阳市烈士陵园修建。
- “11.3”烈士纪念碑

2006年11月，为纪念牺牲的20位消防官兵，衡阳市委、衡阳市政府在衡阳市烈士陵园内修建了“11.3”烈士纪念碑，烈士墓瞻仰区位于纪念碑的后方，分列20位烈士的墓，每年都有许多市民前来瞻仰。在全国烈士纪念日（9月30日），还有衡阳市公安消防支队组织的公祭活动。

## 纪录作品
- 中央电视台《法制在线》栏目制作了《2003年湖南衡阳11·3特大火灾纪实》节目[34]。

- 2003年12月，中共衡阳市委党史研究室编撰出版了纪实作品《浴火金刚——扑救衡阳11·3特大火灾纪实》[35]。